# Hans Niclaus
Hans Niclaus, né le 8 mars 1914, à Leipzig, en Allemagne et décédé le 3 septembre 1997, à Kempen, en Allemagne, est un ancien joueur allemand de basket-ball.